# Kurfürstendamm (film)
Kurfürstendamm è un film muto del 1920 sceneggiato e diretto da Richard Oswald per la sua compagnia di produzione.

## Produzione
Il film fu prodotto dalla Richard-Oswald-Produktion.

## Distribuzione
In Germania ottenne il visto di censura B.00096 del 12 luglio 1920 che ne vietava la visione ai minori. Il film fu presentato a Berlino il 30 luglio alla Richard-Oswald-Lichtspiele di Berlino.